# Robert Bernasconi
Robert Lambert Bernasconi, ameriški filozof, univerzitetni profesor in pisatelj angleškega rodu, * 5. avgust 1950, Newcastle upon Tyne, Združeno Kraljestvo.
Poglobil se je v ideologije velikih evropskih filozofov iz 19. in 20. stoletja, njegove kritike, eseji in članki pa predstavljajo obsežen opus. Pisal je o Jean-Paulu Sartru, Immanuelu Kantu, Emmanuelu Levinasu, Jacquesu Derridi, Martinu Heideggerju in drugih. Posebej dejaven je bil pri razkrivanju rasizma tistih zahodnih filozofov, h katerim se obračamo zaradi drugih etičnih vzgibov, kot na primer h Kantu in Locku. Bernasconi se je posvetil tudi evrocentrizmu filozofije in kritiziral marginalizacijo filozofij, ki ne izvirajo iz evropskega ali ameriškega kontinenta.

## Kariera
V začetku sedemdesetih let dvajsetega stoletja je študiral filozofijo na angleški univerzi v Sussexu, kjer je bil eden izmed najboljših študentov. Slednje mu je zagotovilo mesto tutorja ter kasneje napredovanje v začasnega profesorja. Študij je v njem vzbudil zanimanje za kontinentalno filozofijo 19. in 20. stoletja. Pričel je raziskovati metafiziko Heideggerja, Derride in Levinasa, katerim je posvetil mnogo svojih del. Na univerzi v Essexu je od leta 1988 dalje opravljal poklic univerzitetnega profesorja in poučeval trinajst let na katedri za filozofijo.
Poklicna pot ga je ponesla v ZDA na univerzo v Memphisu, kjer je predaval filozofijo do leta 2009 kot profesor najvišjega naziva Lillian and Morrie Moss Chair of Excellence dotične univerze. V teh letih je pisal obsežne kritike zahodne filozofije in evrocentrizma, postal eden izmed vidnejših pristašev kritične rasne teorije, specializiral pa se je tudi v socialni in politični filozofiji. Objavljal je članke in knjige o rasah, rasizmu, suženjstvu, med drugim pa tudi o Sartru, Kantu, Heglu in drugih. V zadnjem desetletju dela na katedri za filozofijo in afroameriške študije na Univerzi Pensilvanije kot Edwin Erle Sparks Professor.
Med letoma 2009 in 2011 je bil honorarni profesor na univerzi v Sussexu. Obiskoval je tudi tuje univerze v Evropi, Afriki in ZDA in tam predaval.

## Filozofija in dela

### Rasizem v filozofiji
Bernasconi raziskuje zgodovino idej o rasi in rasizmu v knjigah Race, The Idea of Race, Race and Racism in Continental Philosophy, Critical Philosophy of Race ipd., ki izpostavljajo, kako so zahodni filozofi pripomogli k ustvarjanju rasizma, kakršnega poznamo danes. Meni namreč, da so bralci mislecev nagnjeni k obrambi filozofov ter v veliki meri zanikajo njihov rasizem.
Bernasconi je na tem področju najbolj znan po študijah Kanta (Will the real Kant please stand up in Kant's Third thoughts on Race ) ter pravi, da je Kant v razsvetljenstvu »podal prvo pravo definicijo o rasah«. Kant drugih ras ni opisal zgolj po fizičnih lastnostih, temveč tudi po kognitivnih in kulturnih značilnostih ter na podlagi ugotovitev poveličeval belo raso in hierarhično razporedil ostale. Bernasconi kritizira njegov pogled na suženjstvo, saj je Kant na primer menil, da je črna rasa primerna samo za suženjstvo, saj si ni sposobna vladati.
Locke ima sloves filozofa kot privrženca liberalizma, a Bernasconi je v članku The Contradictions of Racism: Locke, Slavery, and the Two Treatises pisal, da je bil »močno vpleten v trgovino s sužnji, tako s svojimi naložbami kot z upravnim nadzorom nad rastočimi kolonialnimi dejavnostmi Anglije«. Bernasconi se ne strinja z zagovorniki omenjenih filozofov, ki opravičujejo rasizem kot spoznavoslovno napako v delih, kjer so opisovali rase.

### Kritika evrocentrizma filozofije
Bernasconi pravi, da so filozofi osemnajstega stoletja definicijo filozofije kot »prave filozofije« (ang. »philosophy proper«) razumeli samo na področju zahodne filozofije, misli pa črpali le iz stare Grčije, čeprav lahko podobna prepričanja najdemo tudi v Indiji ali na Kitajskem. Paradoksalno je, da je mišljenje, ki se je razvilo na časovno in lokalno zelo omejenem območju, postalo univerzalno in so prevzeli po svetu. Po njegovem mnenju so nekateri zahodni filozofi skoraj vedno bolj ozko in lokalno usmerjeni, medtem ko kitajski, japonski ter indijski filozofi pogosto razvijajo lastno misel s črpanjem iz nezahodnih in zahodnih virov. Bernasconi pojav imenuje »paradoks filozofskega parohializma« (torej centrizma, lokalnosti, provincializma), (ang. »The paradox of philosophy's parochialism«). Od Hegla dalje so zahodni filozofi neevropsko filozofijo poimenovali religije in tradicije, ki so jih podcenjevali, pod pojmom filozofija pa so imeli v mislih le evropsko. "Filozofija" bi torej po njegovem morala biti definirana le kot razprava med različnimi svetovnimi filozofijami, kjer so vse enakopravne.

### Študije kontinentalnih filozofov
V zgodnjih letih ustvarjanja se je Bernasconi posvetil študijam Levinasa in njegovo filozofijo primerjal z Derridovo in Heglovo v delih Levinas: Philosophy and Beyond, Levinas Face to Face—With Hegel, Re-Reading Levinas.
Osrednja točka njegove znane knjige Heidegger in Question: The Art of Existing je odnos Heideggerjeve politike s filozofijo. Med drugim se tudi sprašuje, kakšna je vloga literature v filozofiji, kakšen je status etike in primerja filozofijo Heideggerja z Arendt, Gadamerja, Levinasa in Derride.
How to Read Sartre je interpretacija Sartrovih del, kot na primer romana Slabost (La Nausée, 1938), drame Za zaprtimi vrati (Huis clos, 1944), Bita in niča (L'Être et le Néant, 1943) ter komentar eseja Eksistencializem je zvrst humanizma (L'existentialisme est un humanisme, 1951). Bernasconi pojasnjuje Sartrove koncepte o svobodi, obstoju in pojmu »slabe vere« ter v delu poudari, da človekova dejanja ne smejo omejevati svobode drugih.
Bernasconi je poleg del o kontinentalnih filozofih napisal in sodeloval še pri približno tridesetih knjigah o filozofiji ras, njegov opus pa obsega več kot dvesto člankov. Prav tako je urednik strokovnih publikacij Critical Philosophy of Race, Levinas Studies in Eco-ethica. 

## Izbrana dela
Seznam vseh del in naslovov predavanj do leta 2016 lahko najdete na sledeči povezavi: Robert Bernasconi.

### Izbrana dela: knjige
- Bernasconi R. 1982. Time and Metaphysics. Coventry: Parousia Press. With David Wood.
- Bernasconi R. 1985. The Question of Language in Heidegger's History of Being. Atlantic Highlands: Humanities Press.
- Bernasconi R. 1985 in 1988. Derrida and Différance. Warwick: Parousia Press, 1985; Evanston: Northwestern University Press, 1988. With David Wood.
- Bernasconi R. 1988. The Provocation of Levinas. New York: Routledge. With David Wood.
- Bernasconi R. 1991. Re-Reading Levinas. Bloomington: Indiana University Press. With Simon Critchley.
- Bernasconi R. 2001. Race. Oxford: Blackwell.
- Bernasconi R. 2002. The Idea of Race. Indianapolis: Hackett Publishing. With Tommy Lee Lott.
- Bernasconi R. 2002. The Cambridge Companion to Levinas. Cambridge: Cambridge University Press. With Simon Critchley. (COBISS ISBN - 0-521-66206-0)
- Bernasconi R. 2003. Race and Racism in Continental Philosophy. Bloomington: Indiana University Press. With Sybol Cook.
- Bernasconi R. 2005. Race, Hybridity, and Miscegenation. Bristol: Thoemmes. With Kristie Dotson.
- Bernasconi R. 1993. Heidegger in Question: The Art of Existing. Atlantic Highlands: Humanities Press.
- Bernasconi R. 2007. How to Read Sartre. New York: W. W. Norton.
- Bernasconi R. 2022. Critical Philosophy of Race: Essays. Oxford: Oxford University Press.

### Izbrana dela: članki
- Levinas Face to Face—With Hegel. 1982. Journal of the British Society for Phenomenology 13, 267–76
- The Trace of Levinas in Derrida. 1985. Bernasconi & Wood (eds.), Derrida and Différance, 13–30
- Levinas and Derrida: The Question of the Closure of Metaphysics. 1986. Richard A. Cohen (ed.), Face to Face with Levinas, 181–202. Albany: State University of New York Press
- Hegel and Levinas: The Possibility of Reconciliation and Forgiveness. 1986. Archivio di Filosophia 54, 325–46
- Levinas: Philosophy and Beyond. 1987. Hugh J. Silverman (ed.), Continental Philosophy 1,  232–58. New York: Routledge
- Locke's Almost Random Talk of Man: The Double Use of Words in the Natural Law Justification of Slavery. 1992. Perspektiven der Philosophie: Neues Jahrbuch 18, 293–318.
- Heidegger and the Invention of the Western Philosophical Tradition. 1995. Journal of the British Society for Phenomenology 26, 240–54
- African Philosophy's Challenge to Continental Philosophy. 1997. Emmanuel Chukwudi Eze (ed.), Postcolonial African Philosophy: A Critical Reader. Oxford: Blackwell
- Philosophy's Paradoxical Parochialism: The Reinvention of Philosophy as Greek. 1997. Keith Ansell-Pearson, Benita Parry, & Judith Squires (eds.), Cultural Readings of Imperialism: Edward Said and the Gravity of History. New York: St. Martin's Press, 212–26
- Who Invented the Concept of Race? Kant's Role in the Enlightenment Construction of Race. 2001. Bernasconi (ed.), Race, 11–36
- Will the Real Kant Please Stand Up: The Challenge of Enlightenment Racism to the Study of the History of Philosophy. 2003. Radical Philosophy 117, 13–22
- Hegel's Racism: A Reply to McCarney. 2003. Radical Philosophy 119
- The Contradictions of Racism: Locke, Slavery, and the Two Treatises. 2005. Andrew Valls (ed.), Race and Racism in Modern Philosophy. Ithaca: Cornell University Press, 89–107. With Anika Maaza Mann
- Race, Culture, History. 2012. The Philosophy of Race. ed. Paul C. Taylor, 41–56. New York: Routledge